# Peter Struhár
Peter Struhár (Bratislava, 17 gennaio 1984) è un allenatore di calcio ed ex calciatore slovacco, di ruolo difensore.